# Eddie Soens Memorial
L'Eddie Soens Memorial est une course cycliste britannique disputée sur le circuit automobile d'Aintree, en Angleterre. 

## Format
Une partie de ce qui rend le Memorial unique est son format inhabituel. Il est couru sous la forme d'une épreuve à handicaps, avec des départs différés chez les coureurs selon l'âge, le sexe et la catégorie de course. Les participants les mieux classés commencent avec un handicap pouvant aller jusqu'à deux minutes et demie. 
Il se tient sur une distance de 50 miles (80 kilomètres).  
Le parcours prévoit 30 tours de 1.5 miles du "Club Circuit" du circuit automobile d'Aintree.  

## Histoire
L'épreuve fut à l'origine connue sous le nom de Eddie Soens Cycles Criterium et se déroulait sur un circuit routier autour de Bickerstaff, dans le Lancashire. Il s'agit de la deuxième plus ancienne course d'un jour au Royaume-Uni (derrière le Lincoln Grand Prix), ce qui en fait l'un rendez-vous majeurs du début de saison pour les coureurs nationaux. Elle porte le nom d'Eddie Soens, ancien fabricant de bicyclettes à Liverpool et entraîneur de l'équipe nationale britannique, qui a sponsorisé la course avec sa boutiques de vélos. Après sa mort en 1985, elle est rebaptisée en Mémorial,. 
Dans les années 1970, la course se déplace au circuit automobile d'Aintree, qui est désormais son parcours traditionnel. Dans toute son histoire, elle n'est annulée qu'à deux reprises : en 2006 (chutes de neige) et en 2021 (contexte sanitaire lié à la pandémie de Covid-19). 
En 1991, Julie Hill devient l'unique femme à inscrire son nom au palmarès du Mémorial. Huit ans plus tard, il voit la victoire de Steve Cummings, premier coureur junior à s'imposer sur la compétition. Ce type d'exploit n'est réédité qu'une seule fois, en 2010, avec le succès de Joshua Edmondson (à 17 ans et 8 mois). Le triple champion olympique Ed Clancy s'y impose à trois reprises, en 2009, 2013 et 2017.

## Palmarès
| Année | Vainqueur             | Deuxième           | Troisième              |
| ----- | --------------------- | ------------------ | ---------------------- |
| 1962  | Bruce O'Prey          |                    |                        |
| 1963  | Doug Dailey (en)      |                    |                        |
| 1964  | Doug Dailey (en)      |                    |                        |
| 1965  | Ken Hill              |                    |                        |
| 1966  | William Whiteside     |                    |                        |
| 1967  | Peter Matthews        |                    |                        |
| 1968  | Les West (en)         | Gerry Balshaw      | Geoff Dutton           |
| 1969  | William Whiteside     | Dave Hollett       | John Rudkin            |
| 1970  | Doug Dailey (en)      | Nigel Dean         | Dave Vose              |
| 1971  | John Clewarth (en)    | Steve Beech        | Alan Goodall           |
| 1972  | Andy Whitehead        | Ritchie Gregson    | Peter Maxwell          |
| 1973  | William Moore         | Kevin Apter        | Ian Hallam             |
| 1974  | Brian Rourke          | Frank Lyon         | Anthony Womersley      |
| 1975  | Kevin Apter           | Ritchie Gregson    | Doug Dailey (en)       |
| 1976  | Ian Hallam            | Ewart Howkins      | John Parker            |
| 1977  | Doug Dailey (en)      | Les Fleetwood      | Bob Williams           |
| 1978  | Terry Dolan           |                    |                        |
| 1979  | Alan Nicholls         |                    |                        |
| 1980  | Bob Barlow            | Phil Thomas        | Ray Pugh               |
| 1981  | Phil Thomas           | Steve Joughin (en) | Phil Corley (en)       |
| 1982  | Gary Sadler (en)      |                    |                        |
| 1983  | Neil Mitchell         |                    |                        |
| 1984  | Dennis Lightfoot (en) |                    |                        |
| 1985  | Eamann Rooney         |                    |                        |
| 1986  | Karl Smith            |                    |                        |
| 1987  | Eamann Rooney         |                    |                        |
| 1988  | Bernie Burns          |                    |                        |
| 1989  | Peter Maxwell         |                    |                        |
| 1990  | Mark Gornall (en)     |                    |                        |
| 1991  | Julie Hill            |                    |                        |
| 1992  | Matt Illingworth (en) |                    |                        |
| 1993  | Simon Lillystone (en) |                    |                        |
| 1994  | Matt Illingworth (en) |                    |                        |
| 1995  | Dave Williams         |                    |                        |
| 1996  | Dave Williams         |                    |                        |
| 1997  | Glenn Holmes          |                    |                        |
| 1998  | Matthew Bottril       |                    |                        |
| 1999  | Steve Cummings        |                    |                        |
| 2000  | Julian Ramsbottom     | Phil West          | Anthony Malarczyk (en) |
| 2001  | Tony Gibb             |                    |                        |
| 2002  | Tony Gibb             | Steve Cummings     | Gary Adamson           |
| 2003, | Chris Newton          | Ian Wilkinson      | Matthew Bottril        |
| 2004  | Tony Gibb             | Julian Winn        | Andrew Hill            |
| 2005  | Robert Hayles         | Dean Downing       | Russell Downing        |
| 2006  | annulé                | annulé             | annulé                 |
| 2007  | Ian Stannard          | Alex Dowsett       | Tony Gibb              |
| 2008  | Tony Gibb             | Dean Downing       | Jon Mozley             |
| 2009  | Ed Clancy             | Tom Murray         | Matthew Kipling        |
| 2010  | Joshua Edmondson      | Simon Yates        | Robert Crampton        |
| 2011  | James Stewart         | Andrew Tennant     | Matthew Kipling        |
| 2012  | Russell Downing       | Scott Thwaites     | Jonathan McEvoy        |
| 2013  | Ed Clancy             | Thomas Scully      | Ian Bibby              |
| 2014  | Ian Wilkinson         | Graham Briggs      | Robert Partridge       |
| 2015  | Peter Williams        | Samuel Williams    | Ian Wilkinson          |
| 2016  | Bertie Newey          | Ian Wilkinson      | Jack Pullar (en)       |
| 2017  | Ed Clancy             | Jonathan Mould     | Harry Tanfield         |
| 2018  | Jon Mould             | Matthew Bottrill   | Ed Clancy              |
| 2019  | Matthew Bottrill      | Gruffudd Lewis     | Max Rushby             |
| 2020  | Jacob Tipper          | Joe Holt           | Matthew Taylor         |
| 2021  | annulé                | annulé             | annulé                 |
| 2022  | Cameron Jeffers       | Charles Page       | Simon Wilson           |
| 2023  | non-organisé          | non-organisé       | non-organisé           |
| 2024  | Jack Hartley          | Matthew Bostock    | John Bardsley          |